# 그리스도 대성당

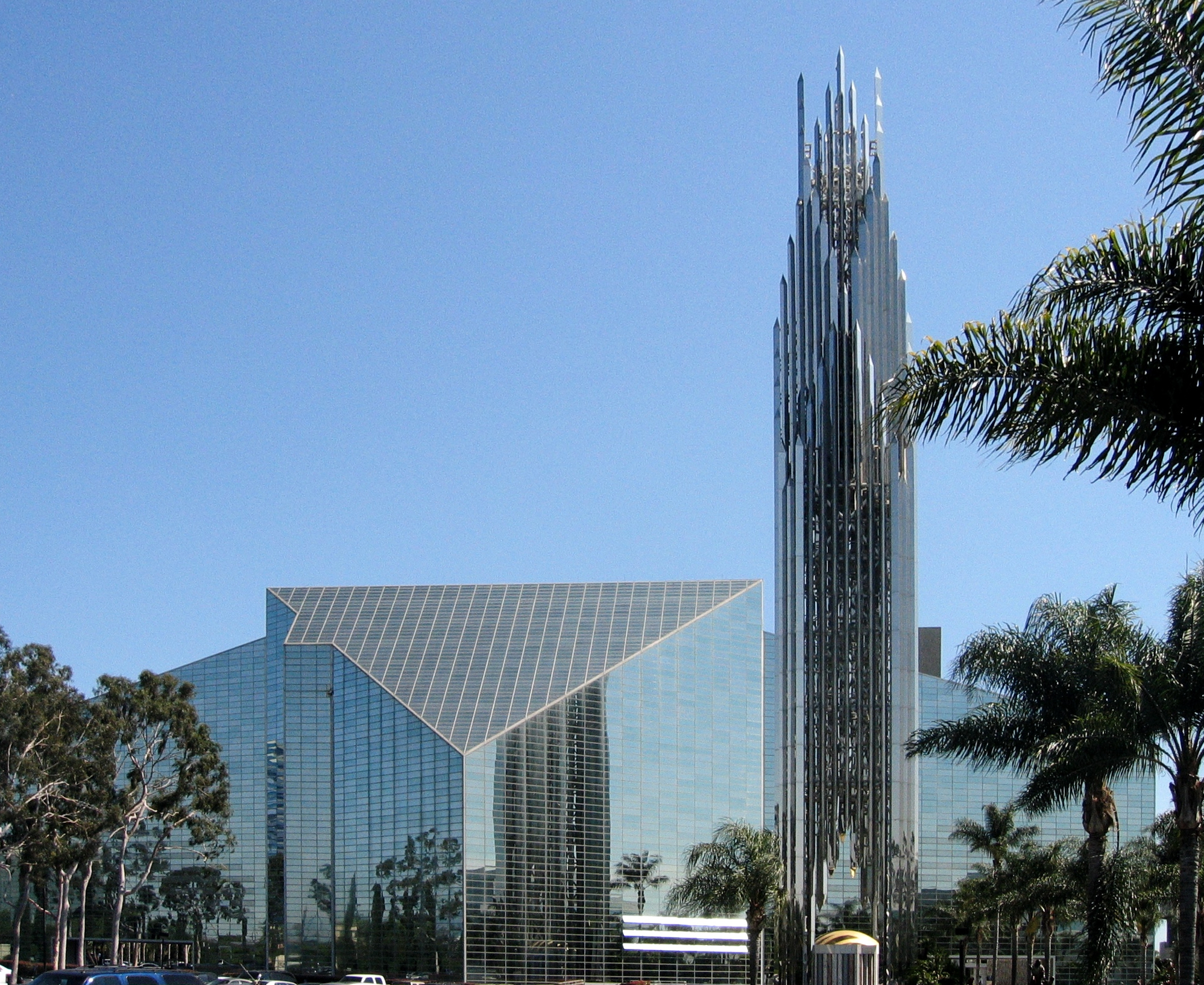
그리스도 대성당

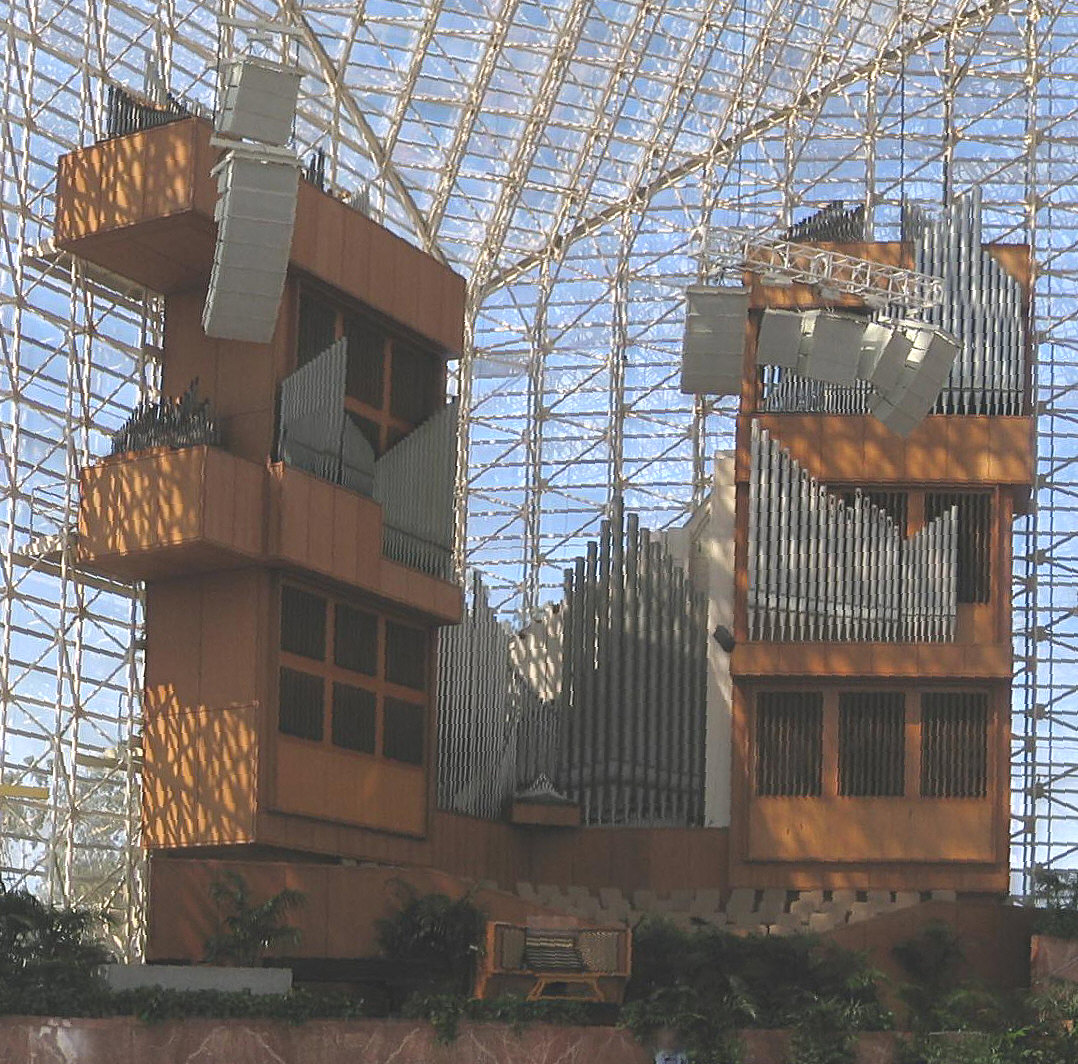
대성당 오르간

그리스도 대성당(영어: Christ Cathedral)은 미국 가톨릭 오렌지 교구 소속 가톨릭 주교좌 성당이다. 미국 포스트모던 건축가 필립 존슨이 설계한 반사 유리 건물로, 2,248명을 수용할 수 있는 좌석이 배치되어 있다. 캘리포니아주 오렌지군 가든그로브에 있다. 이 대성당은 1981년 완공됐을 때 세계에서 가장 큰 유리 건물로 홍보되었다. 이 대성당에는 세계에서 가장 큰 악기 중의 하나인 헤이즐 라이트 오르간이 있다.
이 대성당은 본래 2013년까지는 1955년 로버트 슐러 목사가 설립한 미국 개혁교회 예배당으로, 원래 명칭은 수정교회(Crystal Cathedral)였다. 수정교회는 2010년 10월 파산 신청을 했고, 2012년 2월 예배당 건물과 인근 캠퍼스가 가톨릭 오렌지 교구에 매각하여 교구의 새 주교좌 성당으로 사용하게 됐다. 본래 건물의 큰 특징은 그대로 유지하되 교회 건물, 특히 내부는 가톨릭 전례를 집전할 수 있게 개조됐다.
공사를 마친 후 건물은 축성되었고 2019년 7월 17일 오렌지 교구의 주교좌 성당인 그리스도 대성당으로 공식 개명됐다.